# Poverty Point
Poverty Point (Frans: Pointe de Pauvreté) is een geheel van prehistorische aardwerken van de Poverty Pointcultuur in de Amerikaanse staat Louisiana. Het is een uitzonderlijk voorbeeld van monumentale aardwerken in Noord-Amerika, aangelegd tussen ongeveer 1750 en 1150 v. Chr., dat niet werd overtroffen gedurende ten minste 2000 jaar. De site is een Nationaal Monument en staat sinds 2014 op de Unesco-Werelderfgoedlijst.

## Ligging en beschrijving
Poverty Point ligt op iets minder dan 25 km ten westen van de Mississippi, aan de rand van Macon Ridge, dicht bij het plaatsje Epps in het noordoosten van Louisiana. De naam van de site is afgeleid van een negentiende-eeuwse plantage die dicht bij de site gelegen was. De site was de grootste nederzetting van de Archaïsche periode van Noord-Amerika. Zij is gecreëerd en gebruikt voor residentiële en ceremoniële doelen door de Poverty Pointcultuur, een gemeenschap van jager-verzamelaars. Studies hebben nog niet uitgewezen of de site permanent bewoond was, of slechts tijdelijk, tijdens ceremonies en handelsevenementen.
Poverty Point is niet enkel een archeologische site met grondwerken, maar ook een geïntegreerd landschap. De site bestaat uit vijf heuvels, zes concentrische half-elliptische heuvelruggen die van elkaar gescheiden worden door ondiepe laagtes en een centraal plein (plaza). Oorspronkelijk bestond de site uit vier heuvels (A, B, C en E) met de heuvelruggen en het plein. De vijfde heuvel (D) werd zo'n 1700 tot 2000 jaar later toegevoegd door een andere cultuur. Heuvel A domineert de site. Het is een van de grootste kunstmatig aangelegde aarden heuvels in Noord-Amerika.
Poverty Point ligt aan de oostelijke rand van een dunne hoger gelegen landmassa, genaamd Macon Ridge. Op de plaats van de site is Macon Ridge zo'n 7 tot 9 meter hoger dan de omliggende laaglanden ten oosten ervan. Vóór de bouw van de dijken langs de Mississippi en haar zijrivieren waren de laaglanden onderhevig aan seizoensgebonden overstromingen, maar door zijn hoger gelegen positie is Poverty Point daarvan gespaard gebleven. Zelfs tijdens de Great Mississippi Flood in 1927, waarbij een groot deel van de benedenloop van de Mississippi onder water kwam te staan, werd de site niet getroffen.

### Heuvel A (Bird Mound)
Heuvel A is met een hoogte van 22 meter, een lengte van ongeveer 215 meter en een breedte van 200 meter de grootste heuvel van Poverty Point. Het is bovendien de oudste heuvel van zijn leeftijd en een van de grootste aarden constructies in Noord-Amerika. Hij wordt vaak de "Bird Mound" (Vogelheuvel) genoemd omdat zijn ongewone vorm doet denken aan een vliegende vogel. Door de grote oppervlakte, de steile heuvelranden en de lemen samenstelling is heuvel A zeer gevoelig voor erosie. De ongelijke randen rond het platformgedeelte zijn een gevolg van zowel erosie als het weghalen van grond bij de wegaanleg in 1915. Er is een pad van planken aangelegd naar de top van de heuvel, dat de impact van bezoekers heeft verkleind.
De heuvel is in drie stappen aangelegd: eerste de westelijke kegel, dan het oostelijke platform en ten laatste de helling die de beide verbindt. Elk onderdeel is gebouwd met verschillende sedimenten en bouwtechnieken. Ook de voorbereiding van het grondoppervlak verschilt.
Men neemt aan dat heuvel A de laatste heuvel is die aangelegd is tijdens de Poverty Pointcultuur. De aanvangsdatum van de bouw wordt gesitueerd na ca. 1450 v. Chr. Omdat er in de sedimenten geen bewijs is gevonden van bouwfases of erosie, heeft men geconcludeerd dat de heuvel in een korte tijd moet gebouwd zijn, waarschijnlijk in minder dan drie maanden.
Er zijn weinig artefacten gevonden in de heuvel, en verder ook geen bewijzen van gebouwen of begravingen. De functie van de heuvel blijft daardoor onbekend.

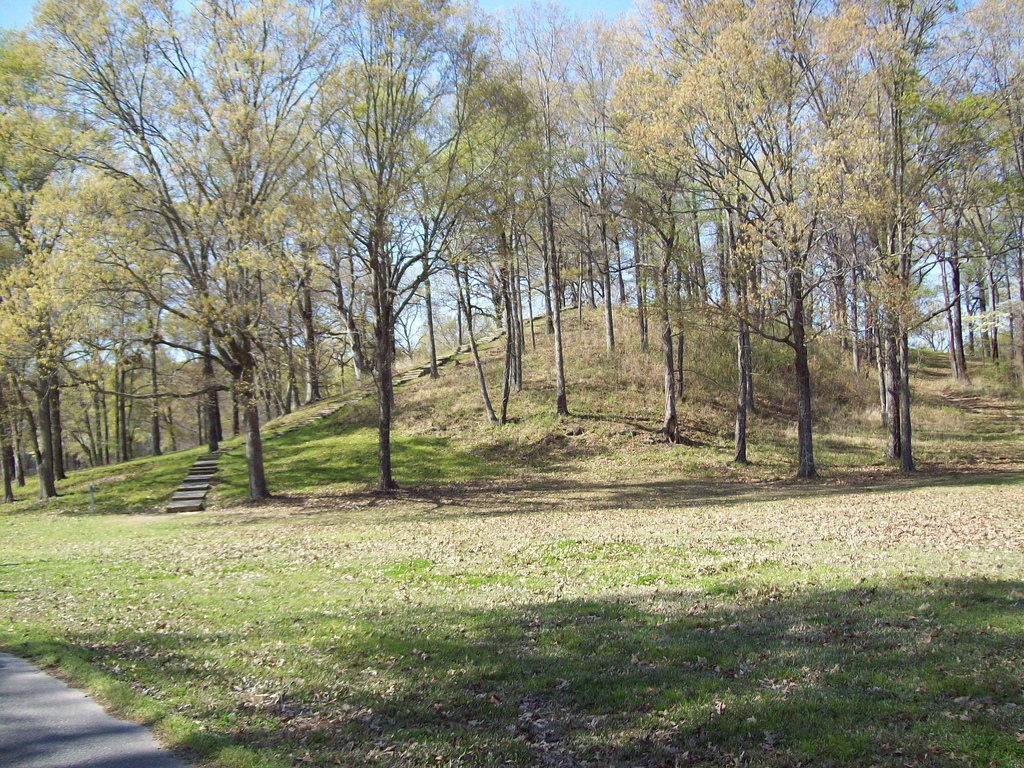
Heuvel A

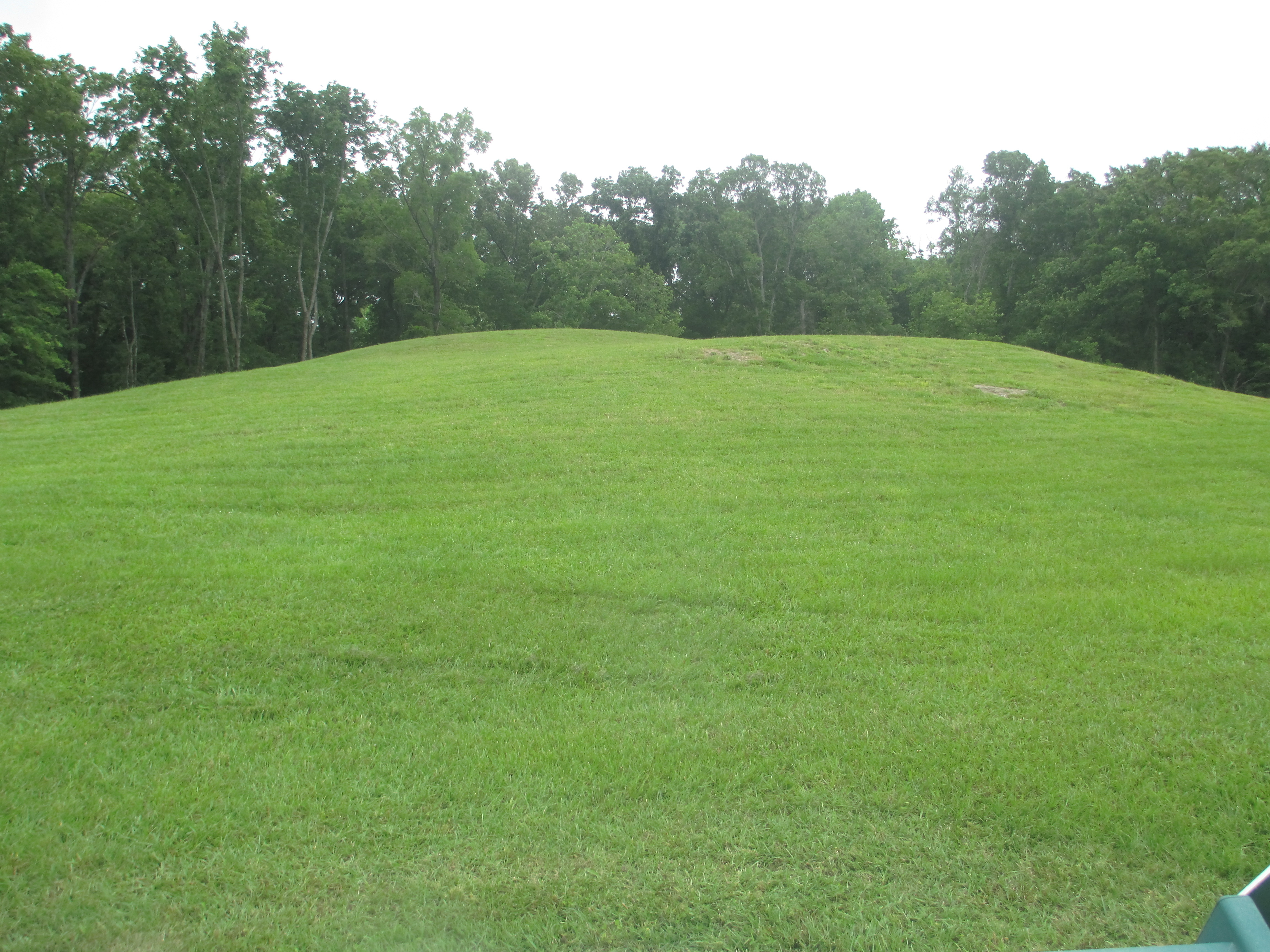
Grasveld van heuvel B

### Heuvel B
Heuvel B is een kleine aarden heuvel van ongeveer 6,5 meter hoog en 55 meter doorsnede aan de basis in het noordwestelijke gedeelte van de site. Hij ligt op zo'n 625 m ten noorden van heuvel A en ligt op één lijn met heuvels A en E. De heuvel was oorspronkelijk kegelvormig, maar de vorm is vervaagd door het onzorgvuldig opvullen van graafwerken en daaropvolgende inzakkingen in de jaren 50 van de 20e eeuw. Heuvel B was een van de eerste heuvels van Poverty Point.
Kegelvormige heuvels in het zuidoosten van de Verenigde Staten werden ten tijde van de graafwerken algemeen aangezien als begraafplaatsen en aanvankelijk werd gedacht dat op heuvel B crematies hadden plaatsgevonden. De theorie dat heuvel B een begraafplaats is, wordt echter vandaag de dag niet meer gevolgd. Zijn functie is onbekend.

### Heuvel C (Dunbar Mound)
Heuvel C is een ovale heuvel van 80 m lang die ligt op het centrale plein dicht bij de oostelijke rand van Macon Ridge. De oorspronkelijk breedte van de heuvel is onbekend door erosie en verzakking aan de oostelijke kant. Vermoedelijk was de heuvel oorspronkelijk kegelvormig. Hij is in twee gedeeld door een 19e-eeuwse weg die eroverheen liep. Men vermoedt dat de heuvel een speciale functie had, omdat hij binnen het plein ligt, maar men weet niet zeker wat deze functie zou geweest zijn.

### Heuvel D (Sarah's Mound)
Heuvel D is gelegen in het zuidoostelijke deel van de site. Hij meet 30 bij 40 m en is ongeveer  meter hoog. Deze heuvel verschaft het belangrijkste bewijs dat de site ook na de Poverty Pointcultuur is gebruikt. Het werd door de Coles Creekcultuur na 700 n.Chr. opgericht.

### Heuvel E (Ballcourt Mound)
Heuvel E ligt in het zuidwesten van de site, op zo'n 405 meter van heuvel A. Het is een min of meer rechthoekige heuvel van bijna 4 meter hoog met een vlakke top.

### Heuvelruggen
De zes concentrische heuvelruggen vormen een c-vormige omheining waarvan het geometrische patroon pas in 1952 door archeoloog James Ford werd vastgesteld na het bestuderen van luchtfoto's van de Mississippivallei. Aanvankelijk geloofde Ford dat de heuvelrugformatie oorspronkelijk een volledige cirkel beschreef, die door erosie zijn huidige vorm had verkregen. Vandaag de dag weet men dat dit niet het geval is. De heuvelruggen zijn van binnen naar buiten genummerd van 1 tot en met 6. De hoogte van de heuvelruggen varieert van 10 tot 30 centimeter in bepaalde plaatsen tot 1 à 2 meter in andere. Zij hebben licht afgeronde toppen die 15 tot 25 meter breed zijn. De totale lengte van de zes heuvelruggen is zo'n 9,5 km. De ruggen worden van elkaar gescheiden door laagtes van 20 tot 30 meter breed. Deze laagtes werden gecreëerd door grond uit te graven en deze grond te gebruiken om de heuvelruggen aan te leggen.
De heuvelruggen vormen geen volledig doorgetrokken lijnen. Zij zijn in sectoren verdeeld door vier lage gangen, die loodrecht door het heuvelruggensysteem snijden. Vermoedelijk dienden deze gangen als toegang, hoewel er ook gesuggereerd is dat zij een astronomische betekenis hadden.
Oorspronkelijk werd de nadruk gelegd op de symmetrie en het eenvoudige ontwerp van de heuvelrugformatie, maar mettertijd is het duidelijk geworden dat deze karakterisering niet volledig opgaat. Men ging ervan uit dat de lage gangen als de spaken van een wiel door de heuvelruggen sneden. Lange tijd vermoedde men omwille van de symmetrie een gang in de noordelijke sector van de heuvelruggen, maar voor deze blijkt er noch op luchtfoto's noch op topografische kaarten bewijs te zijn. Hoewel onderzoeken geen bewijs hebben opgeleverd van een noordelijke gang, wordt deze vaak toch nog afgebeeld op tekeningen van de site.
De toestand van de heuvelruggen is stabiel, hoewel zij doorheen de jaren door erosie zijn aangetast. Er zijn onder andere bermen en bassins aangelegd om de ruggen beter te beschermen. Daarnaast heeft ook landbouwactiviteit in het verleden de hoogte van de heuvelruggen verminderd, in het bijzonder het zuidelijk gedeelte van heuvelrug 6, maar dit is niet meer mogelijk omdat het volledige heuvelrugsysteem binnen de grenzen van het park ligt.

### Centrale plein (plaza)

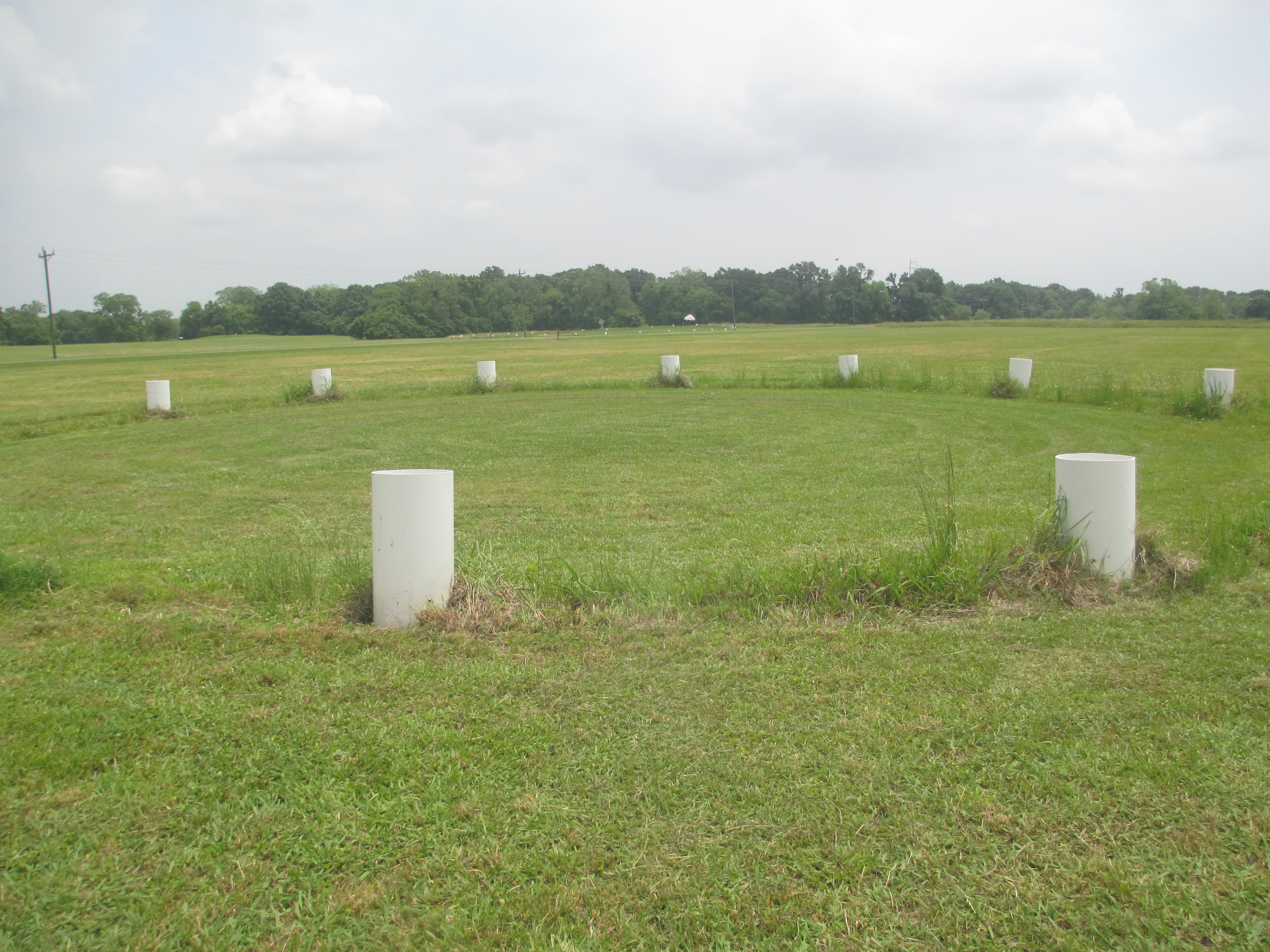
Cirkelstructuren in het centrale plein

Het centrale plein is 17,4 hectare groot en wordt begrensd door de binnenste helling van heuvelrug 1 en de rand van Macon Ridge. Het lijkt een natuurlijke lege vlakte, maar onderzoek heeft uitgewezen dat er oorspronkelijk geulen en oneffenheden waren die door de bouwers van de grondwerken zijn opgevuld en geëgaliseerd. Het plein is daardoor ook een architecturaal element dat deel uitmaakt van het landschap. Opgravingen in de westelijke sector tijdens de jaren 1970 hebben meer dan 100 putten aan het daglicht gebracht die zijn geïnterpreteerd als opgevulde holtes voor palen. De functie van die palen is onduidelijk, omdat er geen specifieke patronen ontdekt zijn, maar men vermoedt dat zij een astronomische betekenis zouden kunnen gehad hebben. Onderzoek heeft ook uitgewezen dat deze palen in cirkels stonden, maar dat zij niet permanent op de site stonden. Men weet ook niet of er meer dan één cirkel tegelijkertijd stonden. De palen zouden aanwezig geweest zijn in de periode 1450-1150 v. Chr., tijdens de constructie van de heuvelruggen en heuvel A.

### Artefacten

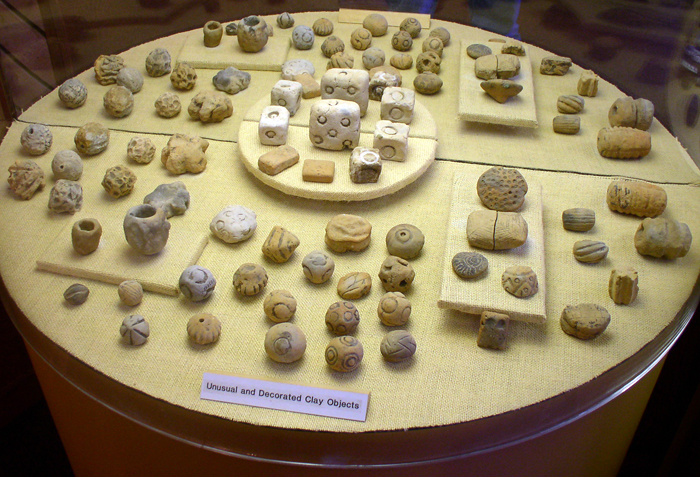
Artefacten uit klei gevonden in Poverty Point

De artefacten die in de Poverty Point-site zijn gevonden, zijn vooral gemaakt van steen en keramiek. Er zijn slechts enkele gereedschappen vervaardigd uit been teruggevonden. De artefacten getuigen van een evolutie op stilistisch en functioneel vlak. De stenen artefacten zijn onder meer speerpunten, kommen uit speksteen, stenen gewichtjes, kralen en hangers. De keramische artefacten omvatten beeldjes, aardewerk, decoratieve voorwerpen uit klei en pijpen.

## Geschiedenis
De vroegste bewijzen van menselijke aanwezigheid op de site (speerpunten en andere stenen werktuigen) dateren van de Lithische periode (11000 tot 8000 v. Chr.). Er zijn echter weinig aanwijzingen dat er enige culturele continuïteit is tussen de Poverty Pointcultuur en voorgaande culturen of volken op de site.
De grondwerken van de Midden-Archaïsche periode (5050-2050 v. Chr.) stopten zo'n 1000 jaar vóór het begin van de bouwactiviteiten van de Poverty Pointcultuur. Daarom kunnen de grondwerken van Poverty Point niet gezien worden als een voortzetting en hoogtepunt van een continue traditie van heuvelconstructie.
De Poverty Pointcultuur is actief op de site van ongeveer 1750 tot 1150 v. Chr., gedurende de Laat-Archaïsche periode (2050 tot 550 v. Chr.). Er zijn bewijzen gevonden onder de grondwerken die aantonen dat de site al gebruikt werd nog vóór de heuvels en de heuvelruggen waren aangelegd. Met de Poverty Pointcultuur kwam een hervatting van de heuvelbouw in de streek. Een belangrijk verschil tussen de Poverty Pointcultuur en de culturen van de Midden-Archaïsche periode is het gebruik van niet-lokale grondstoffen ten tijde van Poverty Point. Geïmporteerd materiaal zoals speksteen en hematiet wijst erop dat er al een netwerk bestond vóór de constructie van de grondwerken.
Heuvel B was de eerste constructie op de site, met heuvel E die tegelijkertijd of iets later werd aangelegd. Heuvel A was de laatste en de grootste van de bouwwerken uit de Laat-Archaïsche periode. De bouw ervan begon terwijl de heuvelruggen nog in opbouw waren en grote paalcirkels werden opgesteld in het centrale plein. De plaats van heuvel C in de chronologie is nog onzeker, omwille van inconsistenties in de stratigrafische gegevens.
Rond 1150 v. Chr. is er geen bewijs meer voor een Laat-Archaïsche aanwezigheid in Poverty Point. Er verschijnt ook geen enkele soortgelijke constructie op een andere plaats. Waarom dit zo is, is tot op heden niet geweten. Er zijn verschillende mogelijkheden aangereikt, zoals een verandering van het klimaat, die meer overstromingen tot gevolg had, of dat de complexiteit van de organisatie van Poverty Point economisch niet kon onderhouden worden. Wat wel zeker is, is dat het einde van de Poverty Pointcultuur even vlug is gekomen als het begin ervan.
Na het verdwijnen van de Poverty Pointcultuur wordt de site weinig gebruikt tijdens de daaropvolgende periodes. Enkel de bouw van heuvel D getuigt nog van enige activiteit van betekenis. Heuvel D werd gebouwd op een van de concentrische heuvelruggen en dateert van de Coles Creekcultuur (500 tot 1000 n. Chr.). Artefacten gevonden in deze heuvel stemmen overeen met de periode waarin deze gebouwd is.
Tijdens de Postklassieke periode (1050-1450) was de site van Cahokia van groot belang. Hoewel de heuvels van Cahokia 2000 jaar jonger zijn dan die van Poverty Point, zijn zij pas de eerste die Poverty Point in grootte overtreffen. In de Postklassieke periode werden er veel heuvels aangelegd in Louisiana. Zo waren er ten oosten van Poverty Point, dichter bij de Mississippi, verschillende heuvelsites bewoond. Poverty Point daarentegen bleef grotendeels onbevolkt. Het schaarse bewijs van die periode op de site is waarschijnlijk afkomstig van de occasionele aanwezigheid van reizigers of jagers. Ook tijdens de periode na het begin van de Europese kolonisatie van Amerika (1500-1650) zijn er geen bewijzen van bewoning, hoewel er in de streek wel heuvels werden gebouwd (vb. Jordan Mounds 33 km ten westen van Poverty Point) en Hernando de Soto in zijn kronieken de benedenloop van de Mississippivallei in het midden van de zestiende eeuw als dichtbevolkt beschrijft.

## Onderzoek
In 1928 werd door archeoloog Gerard Fowke nog gedacht dat Mound A en Motley Mound (2 km ten noorden van het Poverty Point complex) van natuurlijke herkomst was. Toen bleek dat de heuvels door mensen waren opgeworpen, werd eerst aan 'Caucasische kolonisten' gedacht, die in de loop van de tijd waren verdreven door de 'wilde' inheemse indianen. Nu staat vast dat ze door de inheemse indianen zijn opgericht. 
Archeologie begon in Poverty Point in 1952. De ridges werden pas na een jaar door William G. Haag opgemerkt, toen collega James Ford hem foto's liet zien van de plek vanuit de lucht. Met astronoom Kenneth Brecher, schreef Haag een verslag in het Bulletin of the American Astronomical Society (1980) met als titel: "The Poverty Point Octagon: World's Largest historic Solstice Marker". Haag dacht dat de ridges de helft waren van een 'achthoek', de oostelijke helft zou zijn weggespoeld. Het monument zou zijn gebruikt om het 'solstitium' (kortste dag in december, langste dag in juni)te markeren. In de American Antiquity (januari 1983) vroeg astronoom Robert Purrington zich af of Haags conclusies wel klopten. Hij publiceerde nog in Archaeoastronomy (1989) en de zaak bleef liggen tot 2006. 
Er werd door archeologen onderzoek gedaan met een magnetic gradiometer en er werden 30 cirkels  met gaten voor houten palen gevonden op de plaza (woodhenges). 
Archeoloog en archeoastronoom William Romain uit Ohio raakte betrokken bij het onderzoek en schreef in 2011 in de Louisiana Archaeology over zijn bevindingen met Lidar data. Hij kwam tot de conclusie dat Haag en Brecher gelijk hadden gehad, toen zij spraken over world's largest solstice marker. Er werden echter twee andere speciale uitgangspunten gevonden (Design Point 1 en 2, DP1 en DP2) op de omtrek van de (doorgetrokken) plaza. Vanuit DP1 was een lijn (alignment) te trekken over Mound C én Mound B om de SSS (summer solstice sunset) te vinden. Een alignment uit DP1 over Mound E leidde tot de WSS (winter solstice sunset). Ook werd er een equinox gevonden langs Mound A. Recht tegenover DP1 ligt op de 'cirkel' (de omtrek van de plaza) DP2 met een alignment over Mound C, die SSR (summer solstice sun rise) oplevert. De pas later opgeworpen mound D staat in lijn met DP2 om de WSR (winter solstice sun rise) op te leveren. Daarmee wordt ervan uitgegaan dat er een lange traditie door de eeuwen heen was overgeleverd van de ene op de andere cultuur. 
Er werd zelfs een oudere Mound betrokken bij het complex, waar het complex dus mee begonnen zou zijn: Lower Jackson Mound. De archeologen Joe Saunders en Thurman Allen stelden vast dat Lower Jackson Mound 3000 jaar ouder was  dan de periode van Poverty Point (ca. 1.700 v.Chr.), tussen 3.955 en 3.655 v.Chr. Lower Jackson Mound, 2,6 km ten zuiden van Mound E (Ballcourt Mound), ligt op dezelfde lijn als Mound B, A en E. Dit zou impliceren dat er millennia lang een astronomische traditie heeft voortbestaan.

## Bescherming

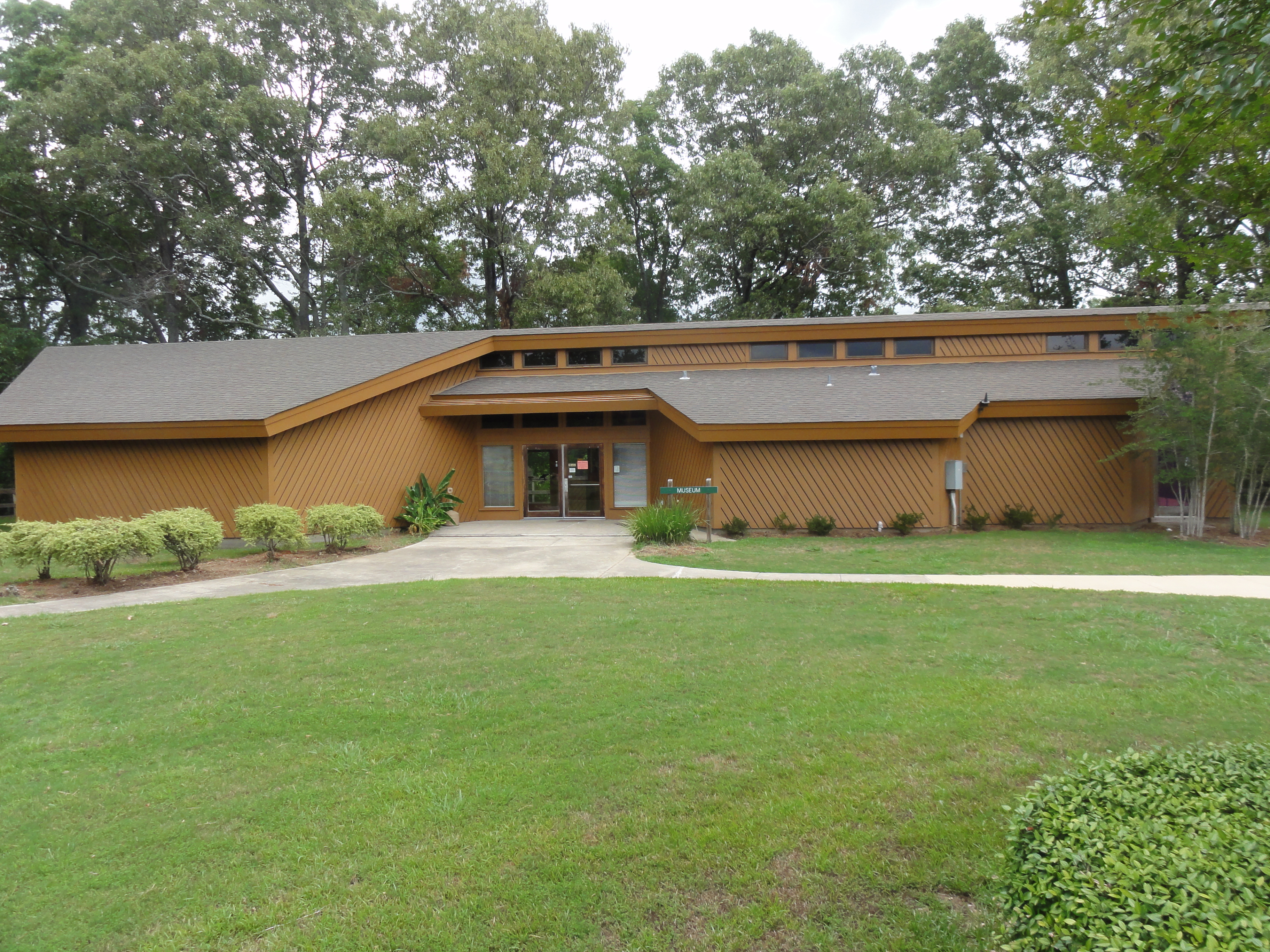
Museum van Poverty Point

De interesse om Poverty Point te beschermen en een archeologisch park te creëren, gaat terug tot de jaren vijftig van de twintigste eeuw. In 1962 raadde de adviesraad van de National Park Service (National Park Service Advisory Board) aan om Poverty Point toe te voegen aan de lijst van nationale parken. Poverty Point werd door de minister van Binnenlandse Zaken aangeduid als een National Historic Landmark. In 1966 werd de site toegevoegd aan het National Register of Historic Places. In de jaren 70 groeide de interesse om een volwaardig park te maken van de site. Een non-profitconsortium werd opgericht, de West Carroll Tourist Development Corporation, dat land opkocht in en rond de archeologische site, en dit land in 1972 aanbood aan de staat Louisiana, die ongeveer 162 hectare kocht. In 1988 werd Poverty Point een Nationaal Monument. Sinds juni 2014 staat de site op de Werelderfgoedlijst.

### Werelderfgoed
In juni 2014 is Poverty point ingeschreven op de Werelderfgoedlijst, op basis van criterium (iii). De site is een getuige van een verdwenen culturele traditie, de Poverty Pointcultuur, gesitueerd in het benedendal van de Mississippi gedurende de laat-Archaïsche periode (4000 tot 2500 jaar geleden). Het is een uitzonderlijk voorbeeld van landschapsverandering en van monumentale grondwerken gecreëerd door een volk van jager-verzamelaars. Het is een uniek geheel in Noord-Amerika, dat in 2000 jaar niet werd overtroffen. De specifieke vorm van de site, met heuvels, zes concentrische half-elliptische heuvelruggen en paalcirkels in het centrale plein, is uniek in de wereld. De natuurlijke omgeving speelde een belangrijke rol in het ontstaan en voortbestaan van de site. Hoewel de omgeving rijk was aan voedsel, was er een gebrek aan steen, een belangrijk basismateriaal voor gereedschap en andere voorwerpen. Daarom werden er stenen en mineralen ingevoerd via een uitgebreid netwerk van meer dan honderd kilometer. Al deze factoren (de grootte, het ontwerp, het feit dat de site gecreëerd is door jager-verzamelaars en het netwerk om stenen aan te voeren) getuigen van een uitzonderlijke en unieke culturele traditie.
Poverty Point is het eerste Werelderfgoed in de staat Louisiana en de 22e inschrijving op de Lijst voor de Verenigde Staten. Niettemin waren er twijfels of de site wel zou ingeschreven worden. De Verenigde Staten hadden namelijk hun financiële bijdrage aan de Unesco stopgezet nadat de Palestijnse Autoriteit in 2011 als volwaardig lid was toegelaten. Bovendien had de Advisory Body gevraagd om de bufferzone groter te maken en om de Louisiana Highway 574, die dwars door Poverty Point loopt, te verplaatsen.

### Erosie
De grootste bedreiging voor de site is erosie. In 2013 werd er bij de Interim Emergency Board een verzoek ingediend voor een noodinvestering door de staat van 750.000 $, omdat de erosie in korte tijd versneld was en een van de heuvels bedreigde.